# دانشگاه آزاد اسلامی واحد بردسکن
دانشگاه آزاد اسلامی واحد بردسکن یک دانشگاه از نوع آزاد اسلامی در بردسکن، استان خراسان رضوی است که در سال ۱۳۷۹ تأسیس شده و دارای ۱۲۰۰ دانشجو است.